# Young Liars
Young Liars – EP amerykańskiego zespołu indierockowego TV on the Radio z 8 lipca 2003 roku. Jest to drugie w ogóle i pierwsze oficjalne wydawnictwo grupy. Łączy ono różne style, od gitarowego rocka, poprzez funk, po doo woop (wersja a capella „Mr. Grieves” zespołu Pixies). Na krążku znalazła się też pierwotna wersja singla Staring at the Sun, który w innej wersji znalazł się na pierwszej oficjalnej płycie zespołu, Desperate Youth, Blood Thirsty Babes z 2004.

## Lista utworów
1. „Satellite” – 4:33
2. „Staring at the Sun” – 4:01
3. „Blind” – 7:15
4. „Young Liars” – 5:12
5. „Mr. Grieves” – 4:10

## Twórcy
Skład zespołu podczas nagrywania albumu
- David Sitek – producent muzyczny, inżynier dźwięku, inne instrumenty
- Tunde Adebimpe – wokal

Współpracownicy
- Katrina Ford – wokal
- Nick Zinner – gitara
- Aaron Hemphill – gitara
- Brian Chase – perkusja
- Paul Mahajan – producent muzyczny, inżynier dźwięku
- Chris Moore – inżynier dźwięku
- John Golden – mastering